# Sahastata wesolowskae
Sahastata wesolowskae — вид павуків родини Filistatidae. Описаний у 2020 році.

## Назва
Вид названо на честь польської арахнологині Ванди Весоловської.

## Поширення
Ендемік Оману. Виявлений у місті Салала (мухафаза Дофар) та в мухафазі Ель-Вуста.

## Опис
Самиця завдовжки 8,17 мм, самець — 5,98 мм.